# Giovanni Pascale (oncologo)
Giovanni Pascale (Faicchio, 19 marzo 1859 – Napoli, 28 ottobre 1936) è stato un oncologo e politico italiano.

## Biografia
Giovanni Pascale nasce il 19 marzo 1859 a Faicchio, in provincia di Benevento, da una nobile famiglia locale. 
I genitori, Alessio Pascale e Filomena Palmieri, lo indirizzano fin da giovane verso gli studi medici, tanto che, nel 1878, si iscrive presso la facoltà di Medicina dell'Università Federico II di Napoli. Già prima di laurearsi ha modo di conoscere alcuni dei maggiori luminari del suo tempo, quali Antonio Cardarelli e Antonino D’Antona, apprendendo da quest’ultimo nozioni di patologia chirurgica.
Si laurea nel 1884 e dopo alcune esperienze all’estero, il 16 novembre 1887, diventa coadiutore presso la cattedra di Propedeutica e Patologia Speciale Dimostrativa Chirurgica all’Università di Napoli. Successivamente nel 1896, si aggiudica il ruolo di direttore del Dipartimento di Chirurgia dell’ospedale Santa Maria Della Pace di Napoli.
Il 9 luglio 1897 è affiliato col grado di Maestro nella loggia Losanna di Napoli, appartenente al Grande Oriente d'Italia. 
Dopodiché nella stessa università di Napoli ottiene dapprima, il 20 aprile 1900, la cattedra di semeiotica chirurgica (di cui assumerà poi il ruolo di professore straordinario nel 1903) ed in seguito, nel 1906, quella di clinica chirurgica. Ricoprendo già da tempo la carica di assistente del professore D’Antona, a seguito della sua morte avvenuta nel 1913, lo sostituisce divenendo direttore della prima clinica chirurgia della Federico II.
Grazie ai suoi studi e alle sue pubblicazioni riguardanti temi come innesti ossei, cirrosi epatica o terapia chirurgica degli aneurismi, diviene un uomo molto influente nel campo medico e chirurgico, introducendo, ad esempio, nei suoi reparti ospedalieri una particolare attenzione ed una cura sempre maggiore verso la sterilizzazione dei ferri chirurgici. Studia a lungo le patologie del cancro e crea a Napoli l’Istituto nazionale per lo studio e la cura dei tumori.
Si racconta che durante una delle sue operazioni chirurgiche fu colpito da un improvviso malore, ma nonostante ciò espresse chiaramente la sua volontà nel far proseguire i suoi assistenti, senza dolersi di lui. Muore a Napoli due giorni dopo, il 28 ottobre 1936.

## Carriera politica

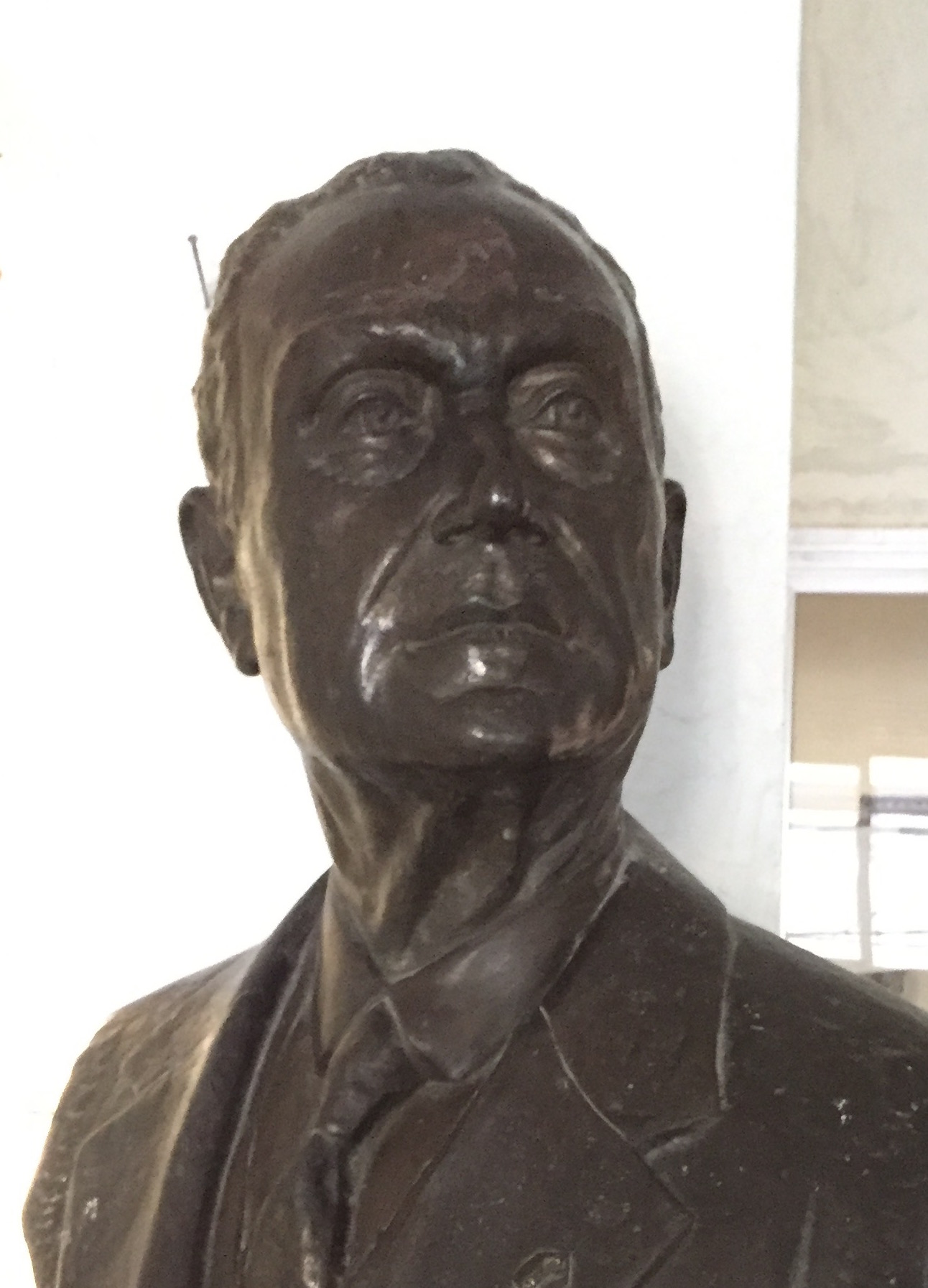
Tommaso Piscitelli (1877-1956), Busto di Giovanni Pascale, 1930, bronzo

Giovanni Pascale si distingue fin da subito come figura eclettica, interessandosi anche ad altri ambiti quali quello politico. Non a caso, viene conosciuto anche come “il senatore”. Il 23 novembre 1912 l’Associazione democratica liberale di Benevento gli propone di candidarsi nelle elezioni del collegio elettorale di Cerreto Sannita. Il consigliere provinciale morconese Raffaele Lombardi promuove così la candidatura:
«L’assemblea udita la discussione, ravvisando nell’illustre prof. G. Pascale, direttore della Clinica Chirurgica dell’Università di Napoli, l’uomo che per l’alto posto conquistato nel mondo della scienza per il lungo e nobile lavoro professionale, e per la vita tutta spesa a sollievo di sventura e di dolori; considerando che il nome di lui, per la sua fede schiettamente democratica, sempre ed ovunque affermata, sia conforme all’indirizzo dato da S.E. Giolitti al governo del Paese, che sospinge l’Italia al raggiungimento degl’ideali della più sana ed ordinata democrazia; lo proclama candidato politico nel Collegio di Cerreto».
A cui Pascale risponde:
«La mia antica fede democratica, schiettamente democratica, potrà esservi arra fedele che io non tradirò mai il mandato, che in questi sensi piacerà affidarmi. Ma per affrontare la lotta io ho bisogno di tutto il vostro affetto, di tutta la vostra energia e salda fratellanza. Solo così potremo esser forti e sicuri di raggiungere la meta cui aspiriamo. Accetto adunque e vi ringrazio del mandato che mi affidate e che io cercherò di mantenere elevato e immacolato, riserbandomi di esporre in altra riunione intero il programma, che dovrà essermi di guida».
Tuttavia, la campagna elettorale si rivela fallimentare, soprattutto a causa della maggior esperienza del suo avversario Antonio Venditti (1858–1932), un noto politico locale. Difatti sia il 26 ottobre 1913, sia successivamente con il ballottaggio del 2 novembre, Pascale non riesce ad essere eletto. Eppure, nonostante la sconfitta, rimane il simbolo della lotta allo strapotere che esercita Venditti nel Sannio dall’inizio del secolo fin anche all’epoca fascista. È importante evidenziare questa tornata di elezioni, la quale rappresenterà un momento cruciale nella storia italiana, poiché è proprio in questa occasione che si applica per la prima volta il Patto Gentiloni, siglato nel 1912 tra i liberali di Giolitti e i cattolici. Infine il 10 dicembre 1919 Pascale presta giuramento per diventare senatore del Regno d’Italia con il gruppo di Senato Unione Democratica Sociale, diventata poi Unione Democratica.

## Carriera militare

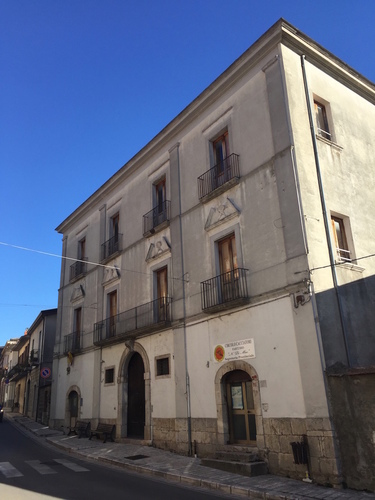
Fondazione Giovanni Pascale per l'educazione degli orfani di guerra a Faicchio

Pascale si trova a vivere gli anni della Grande Guerra, cui prende parte ricoprendo un ruolo importante, quale maggiore generale medico. Si arruola volontario e dirige il comitato sanitario dei corpi d’armata X e XI. Si batte poi anche per l’apertura dell’ospedale militare “Napoli MMXVI”, rimasto fondamentale anche dopo la fine della guerra, in quanto diventa Asilo Vittorio Emanuele III per i figli e gli orfani dei militari. Nel settembre 1915 assume la direzione della riserva della Croce Rossa di Benevento. Il suo impegno però non cessa con la fine dei fuochi, ma anzi continua nei riguardi dei reduci, adoperandosi affinché si aprano sanatori per gli ammalati di tubercolosi, per evitare ulteriori contagi soprattutto tra i bambini. Non perde mai di vista la sua terra natale, dove avvia la Fondazione Pascale per l’educazione degli orfani di guerra.

## Cariche e titoli
| - Direttore dell'Istituto di clinica chirurgica e semiotica dell'Università di Napoli (4 maggio 1911) - Direttore della Prima clinica chirurgica dell'Università di Napoli (1913) - Membro del Consiglio superiore della pubblica istruzione (1º luglio 1919-31 agosto 1923) (15 febbraio 1926-31 dicembre 1928) - Ispettore centrale della Croce rossa italiana [1915-1918] - Fondatore del periodico "Annali di chirurgia" (1922) - Direttore dell'Ospedale S. Maria della Pace di Napoli - Presidente della Croce rossa italiana, sezione di Benevento - Presidente della Società italiana di chirurgia - Presidente della Lega italiana per la lotta contro i tumori - Fondatore e presidente della Fondazione Giovanni Pascale per lo studio e la cura dei tumori (19 ottobre 1933) - Membro dell'Accademia medico-chirurgica di Napoli - Membro ordinario della Società reale di Napoli (27 giugno 1915) |

## Istituto tumori di Napoli Giovanni Pascale

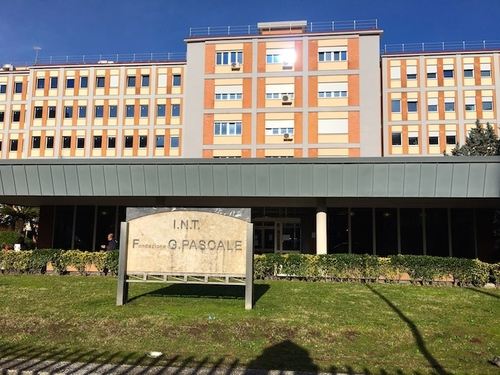
Vista frontale dell'Istituto tumori di Napoli Giovanni Pascale

Il 19 ottobre 1933 istituisce la “Fondazione Giovanni Pascale”, tutt’oggi Istituto Nazionale per lo Studio e la Cura dei Tumori. La costruzione del primo edificio si ha nel 1934 e nel 1940 riceve la qualifica di Istituto di Ricovero e Cura a Carattere Scientifico (IRCCS). Ai nostri giorni costituisce il Polo Oncologico Mediterraneo insieme all’Ospedale Ascalesi di Napoli e al CROM di Mercogliano, qualificandosi come uno dei poli oncologici più rilevanti ed eccellenti d’Italia. La fondazione è stata uno dei primi esempi di struttura dedicata alla branca dell’oncologia. Grazie ad un approccio innovativo da parte del fondatore, la chirurgia comincia ad essere vista anche in chiave sostitutiva e non solamente demolitiva specialmente in campo senologico. Rivoluzionaria è anche la sua intuizione riguardante la radioterapia per i linfomi.

Franco Buonaguro, direttore di Oncologia molecolare e Virologia dell'Istituto Tumori Giovanni Pascale dal 2008, afferma:
«La grande intuizione di Giovanni Pascale? Introdurre la branca oncologica, all'epoca inesistente. Anzi si rivela così all'avanguardia nel pensiero da inserire all'interno dell'Istituto diverse discipline finalizzate all'interazione con una stessa patologia. Insomma uno dei primi esempi di struttura a carattere multidisciplinare in tema tumori. Poi fu anche promotore della chirurgia sostitutiva e non più soltanto demolitiva. Infine ebbe l'intuizione della Radioterapia, una specialità che è ancora assente in tutta l'Africa e in alcuni paesi dell'America latina. Eppure la radioterapia per i linfomi, fino a vent'anni fa, era l'unico valido trattamento previsto. E ancora oggi quella del Pascale è una delle poche esistenti al sud».

## Commemorazione
Luigi Federzoni, politico e scrittore italiano, nel 1936 lo ricorda:
«Clinico reputatissimo era pure il beneventano Giovanni Pascale, già allievo del D'Antona, e poi suo successore nella Cattedra di Napoli, ch'egli tenne per lunghi anni con riconosciuta sapienza di operatore e di ricercatore. Fu dovuta all'iniziativa di lui la creazione dell'Istituto per la cura del cancro, oggetto della sua ininterrotta e meritoria attività, pur dopo ch'egli ebbe lasciato l'insegnamento. La morte colse Giovanni Pascale, mentre egli attendeva a un'operazione chirurgica. Colpito da improvviso malore, additando il paziente e porgendo al proprio assistente il bisturi disse: "Non curatevi di me"; e cadde al suolo. Quella morte rispecchia ciò che fu la sua vita virtuosa.»

## Opere
- Storpi, ciechi e mutilati degli arti;
- L'ospedale di Napoli MCMXVI (poi Asilo Vittorio Emanuele III per i figli e gli orfani dei militari);
- La scuola di rieducazione per i mutilati di Lecce;
- L'ospedale di S.Maria Egiziaca a Napoli.
- Innesti ossei: Risultati sperimentali e ricerche istologiche;
- Piede varo equino: Patogenesi e speciale processo operativo;
- Cistomia soprapubica. Contributo e modifica alla tecnica operativa
- Patogenesi dell'appendicite;
- L'empiema e sua cura;
- Gli aneurismi e loro trattamento chirurgico.